# Piper pubibaccum
Piper pubibaccum är en pepparväxtart som beskrevs av C. Dc.. Piper pubibaccum ingår i släktet Piper och familjen pepparväxter. Inga underarter finns listade i Catalogue of Life.